# Tartrat de sodiu
L-tartratul de sodiu este un compus anorganic cu formula chimică Na2C4H4O6. Este utilizat ca emulgator și ca laxativ osmotic, în tratamentul constipației.